# WCHL 2002/03
Die Saison 2002/03 war die achte und letzte reguläre Saison der West Coast Hockey League. Während der regulären Saison bestritten die sechs Teams jeweils 72 Spiele. In den Play-offs setzten sich die San Diego Gulls durch und gewannen den fünften Taylor Cup in ihrer Vereinsgeschichte. Nach der Spielzeit fusionierte die WCHL mit der East Coast Hockey League, die anschließend ihren Namen auf das Kürzel ECHL änderte und die sechs verbliebenen Mannschaften der WCHL zur Saison 2003/04 aufnahm.

## Teamänderungen
Folgende Änderungen wurden vor Beginn der Saison vorgenommen:
- Die Colorado Gold Kings stellten den Spielbetrieb ein.
- Die Tacoma Sabercats stellten den Spielbetrieb ein.

## Reguläre Saison

### Abschlusstabelle
Abkürzungen: GP = Spiele, W = Siege, L = Niederlagen, T = Unentschieden, OTL = Niederlage nach Overtime, GF = Erzielte Tore, GA = Gegentore, Pts = Punkte
|                     | GP | W  | L  | OTL | GF  | GA  | Pts |
| ------------------- | -- | -- | -- | --- | --- | --- | --- |
| Idaho Steelheads    | 72 | 52 | 16 | 4   | 267 | 186 | 108 |
| San Diego Gulls     | 72 | 45 | 22 | 5   | 245 | 182 | 95  |
| Bakersfield Condors | 72 | 41 | 22 | 9   | 253 | 186 | 91  |
| Fresno Falcons      | 72 | 35 | 28 | 9   | 243 | 235 | 79  |
| Long Beach Ice Dogs | 72 | 22 | 46 | 4   | 178 | 280 | 48  |
| Anchorage Aces      | 72 | 21 | 46 | 5   | 210 | 327 | 47  |

## Taylor-Cup-Playoffs
|  | Taylor-Cup-Halbfinale | Taylor-Cup-Halbfinale | Taylor-Cup-Halbfinale |  |  | Taylor-Cup-Finale | Taylor-Cup-Finale | Taylor-Cup-Finale |
|  |                       |                       |                       |  |  |                   |                   |                   |
|  |                       |                       |                       |  |  |                   |                   |                   |
|  | 2                     | San Diego Gulls       | 4                     |  |  |                   |                   |                   |
|  | 3                     | Bakersfield Condors   | 1                     |  |  |                   |                   |                   |
|  |                       |                       |                       |  |  | 2                 | San Diego Gulls   | 4                 |
|  |                       |                       |                       |  |  | 4                 | Fresno Falcons    | 3                 |
|  | 1                     | Idaho Steelheads      | 2                     |  |  |                   |                   |                   |
|  | 4                     | Fresno Falcons        | 4                     |  |  |                   |                   |                   |
|  |                       |                       |                       |  |  |                   |                   |                   |